# Batalla de Cambrai (1917)
La batalla de Cambrai, también conocida como la primera batalla de Cambrai y Schlacht von Cambrai, fue la primera gran ofensiva de tanques en la historia y tuvo lugar entre el 20 de noviembre de 1917 y el 8 de diciembre de 1917, durante la Primera Guerra Mundial. Tuvo lugar cerca de la ciudad de Cambrai en Francia, una posición de suministro clave para la Siegfriedstellung alemana (conocida como la Línea Hindenburg).
Los británicos esperaban de esta batalla no solo un gran avance sobre el sistema de posiciones alemán, sino, sobre todo, dar al curso de la guerra un giro decisivo a favor de la Triple Entente mediante el uso de tanques. Las líneas del frente habían estado más o menos quietas durante más de tres años, y millones de soldados habían muerto en inútiles ataques frontales.
A finales de 1917, la Entente quería pasar de la guerra de trincheras a una guerra de movimientos contra Alemania con el apoyo de nuevas tecnologías de armas y con los Estados Unidos como un nuevo aliado, por lo que la batalla de Cambrai fue vista como el preludio del derrocamiento final del Imperio alemán.
La batalla, en la que un total de alrededor de 95 000 soldados resultaron heridos, asesinados o capturados, terminó el 7 de diciembre de 1917 y no trajo ningún gran éxito o cambio en la situación general de ninguna de las partes.

## Antecedentes

### Situación inicial
La Primera Guerra Mundial en 1917 estuvo marcado por el colapso del Imperio ruso. Los alemanes intervinieron cada vez más en el frente oriental para acelerar este colapso. Esto debilitó a las tropas alemanas en el frente occidental, debido a que varias unidades de tropas, con todo el armamento y provisiones incluidos, fueron reubicadas desde el frente occidental hacia el frente oriental.
La Triple Entente quiso aprovechar esta debilidad y por ello lanzó varias grandes ofensivas en el frente occidental, que, sin embargo, no supusieron cambios significativos. Los franceses intentaron un gran avance en Aisne y Champaña, y se utilizaron más tropas y armas que en la batalla de Verdún. Las grandes pérdidas provocaron una mala moral en el lado francés, tras lo cual estallaron motines, a los que la dirección militar francesa reaccionó con severas sanciones.
En 1917, Estados Unidos y Grecia se unieron a la guerra del lado de la Entente, lo que aumentó notablemente la autoconfianza de la Entente y la certeza de la victoria después de todos los reveses.
El 20 de mayo de 1917, los británicos lanzaron una gran ofensiva en Flandes. Las pérdidas fueron elevadas y hubo poca ganancia de terreno. La ofensiva fue cancelada en noviembre. Después de las agotadoras ofensivas de 1916, que terminaron en auténticas batallas de desgaste, los generales tuvieron que darse cuenta de que las tácticas anteriores no podían producir ningún cambio, decidiéndose a elaborar nuevas estrategias. Los británicos se concentraron cada vez más en sus tanques, cuyo número creció de manera constante. De la movilidad y el valor de combate de esta arma, esperaban un cambio de la guerra de trincheras a la guerra de movimientos. Pero mientras tanto, los tanques habían perdido el efecto psicológico que provocaron en sus primeras misiones, y su armadura todavía era relativamente débil y no podía resistir el fuego concentrado de lanzallamas, ametralladoras o artillería. Además, los tanques apenas podían avanzar por terrenos accidentados y embarrados, por lo que no podían utilizarse especialmente bien en Flandes.
Los alemanes confiaron en sus tropas de choque y unidades de despliegue rápido para poder contrarrestar las ofensivas enemigas de manera efectiva. Esta táctica fue especialmente moldeada y desarrollada por Oskar von Hutier, quien buscaba nuevas formas efectivas de usar solo unas pocas unidades altamente especializadas. Esta táctica también recibió el nombre de «táctica Hutier» en su honor. Debido al gran éxito de esta nueva maniobra, von Hutier era muy temido por la Entente.

### Planificación de la ofensiva

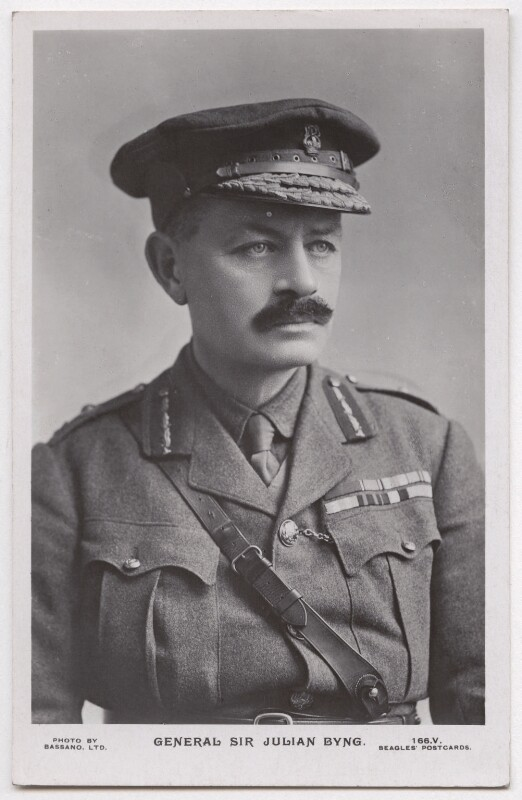
General Sir Julian Byng, comandante en jefe del Tercer Ejército británico.

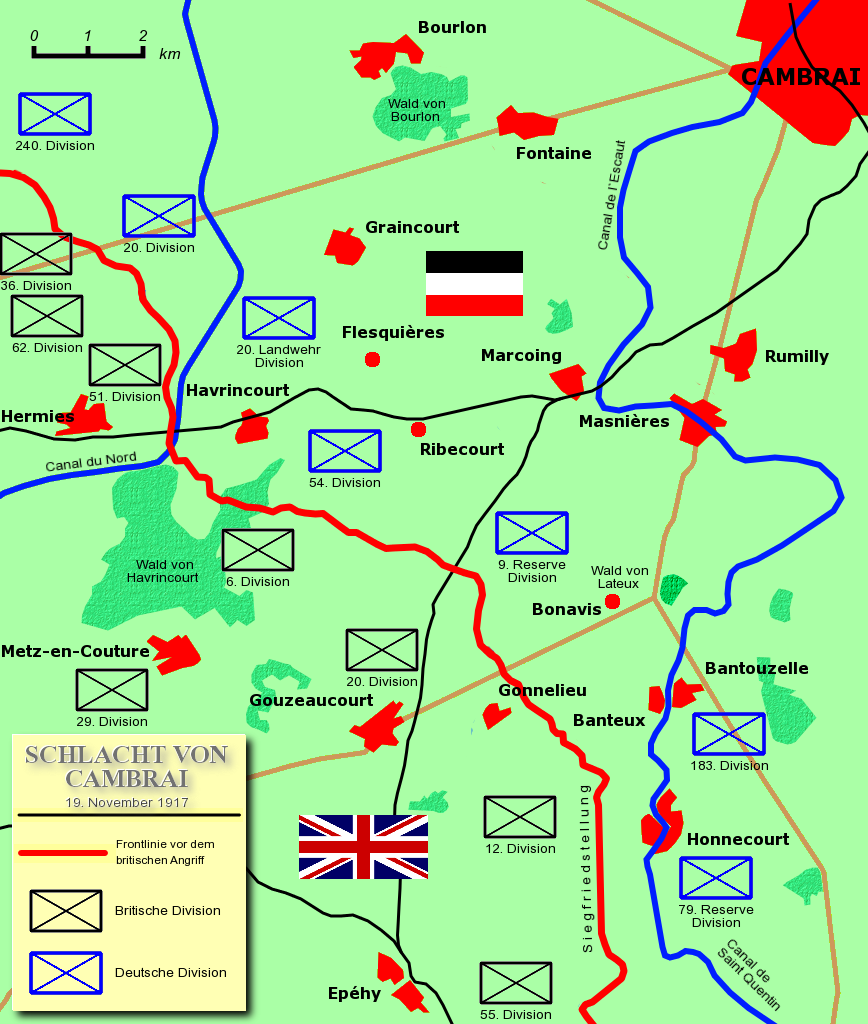
Formación de las tropas al 19 de noviembre de 1917.

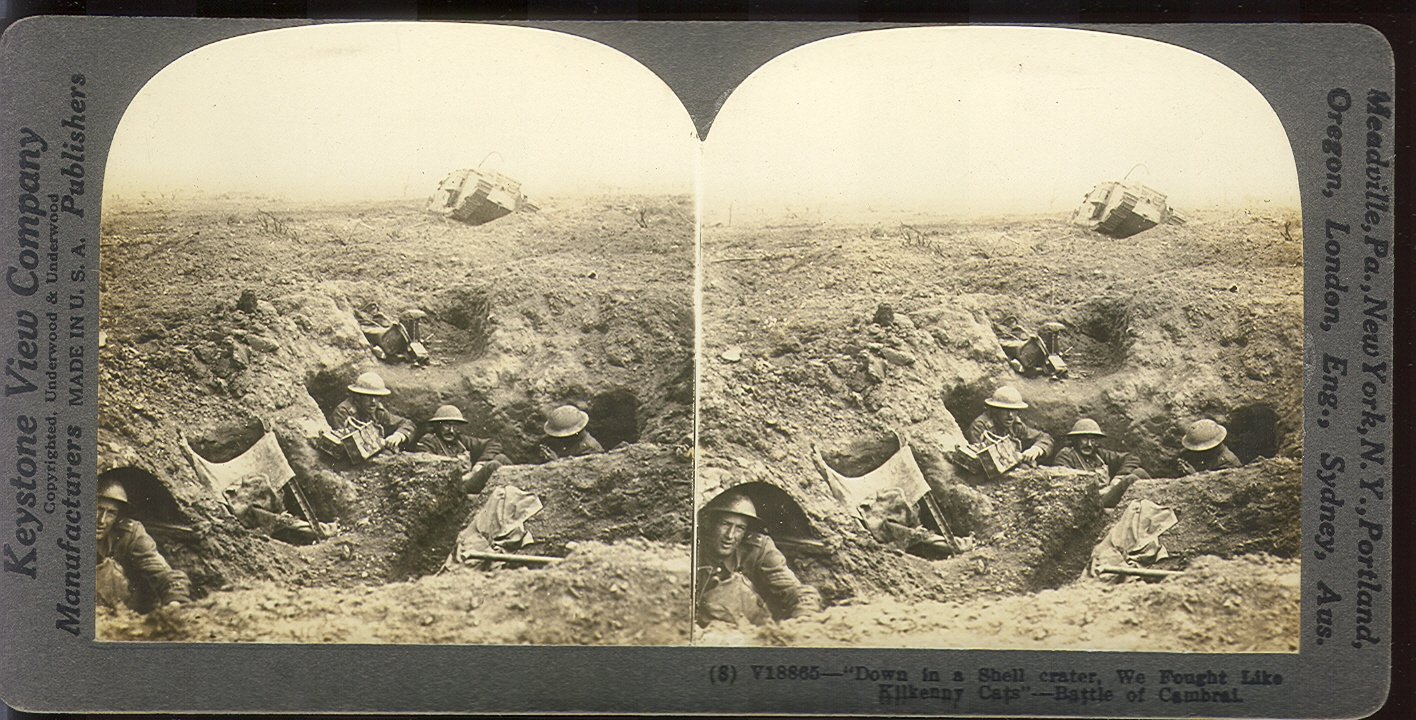
Soldados británicos puestos a cubierto en un agujero de obús, con un tanque ubicado al fondo.

En junio de 1917, John Frederick Charles Fuller y Henry Hugh Tudor propusieron un ataque con tanques cerca de Cambrai. El general Julian Byng, comandante del Tercer Ejército británico, aceptó la propuesta y cambió el plan, que solo servía para conquistar Cambrai, para intentar romper las líneas alemanas. Su fin era que todo el frente alemán debía abrirse paso en el punto, lo que habría sido un éxito extremadamente importante y decisivo para las condiciones de la guerra de trincheras en ese momento, ya que una guerra de movimientos ahora habría sido posible nuevamente. Pero el comandante en jefe, Sir Douglas Haig, pospuso el ambicioso y atrevido ataque porque quería completar primero las operaciones de Passchendaele (Tercera batalla de Ypres). Pero cuando estalló la lucha allí, Haig aprobó el plan como Operation GY en septiembre de 1917.
Cambrai fue elegido como objetivo principalmente porque, a diferencia de Flandes o la región del Somme, el terreno parecía más adecuado para un ataque masivo de tanques. El suelo en Flandes se ablandaba rápidamente y los tanques se atascaron en el barro. Esto fue particularmente fatal en la batalla de Passchendaele. El área alrededor de Cambrai también estaba equipada con menos obstáculos naturales (ríos, raíces, etc.). Una operación exitosa era importante después de que la confianza en las armas blindadas había disminuido.
El plan era complicado; su plan básico era romper las líneas alemanas mediante un ataque concentrado en un estrecho frente de cinco kilómetros entre el canal du Nord y el canal de Saint-Quentin. El tercer ejército británico proporcionó más de la mitad de sus 19 divisiones para este ataque, aunque 14 de ellas habían estado presente poco antes durante la tercera batalla de Ypres.
- En el norte, el primer día, el IV Cuerpo (56.ª, 36.ª, 62.ª y 51.ª divisiones) bajo el mando del general Charles Woollcombe debía atacar entre Mœuvres y Havrincourt e intentar tomar Flesquières y Graincourt. El V Cuerpo (inicialmente sólo la 40.ª división, a finales de noviembre también las 2.ª y 47.ª) al mando del general Edward Fanshawe, que estaba en la segunda línea detrás de esto, iba a seguir este ataque más tarde, para asegurar el área conquistada.
- En el sur, el III Cuerpo (6.ª, 20.ª y 12.ª divisiones) bajo el mando del general William Pulteney lideraron el impulso principal en dirección a Marcoing, Crèvecœur y Bonavis. Este cuerpo iba a ser precedido por el cuerpo de tanques para lograr el mayor avance, luego los cuerpos de caballería (1.ª, 2.ª y 5.ª divisiones de caballería) bajo el mando del general Charles Kavanagh deberían intentar expandir rápidamente la cabeza de puente sobre el canal Escalda con el objetivo en Masnieres. Además, la 29.ª división se dispuso como reserva. En el extremo derecho, en la zona noreste de Épehy, la 55.ª división del VII Cuerpo (general Thomas Snow) acompañó el ataque hacia el noreste y cubrió la operación hacia el este contra Honnecourt.

Durante el ataque, se utilizaron nuevas estrategias en la aún joven guerra de tanques, que combinaba ataques de tanques, aire e infantería. Los tanques aparecieron especialmente en la primera ola de ataques. La infantería siguió a una distancia de 45-50 metros para despejar el campo de batalla, especialmente las trincheras, de tropas enemigas. Algunos de los tanques llevaban fajinas (palos atados con cuerdas), que luego arrojaban a las trincheras, con el fin de que puedan pasar los tanques y la infantería. Además, los llamados «tanques portadores de armas» estaban destinados a transportar armas por el campo de batalla. Sin embargo, su tarea se modificó durante la batalla, por lo que se utilizaron para el transporte de suministros y personal, que rápidamente se volvió una tarea mucho más importante.
El 12 de noviembre, alrededor de 80 a 100 tanques con infantería ya habían estado trabajando juntos en las tácticas para la batallas en las trincheras. Como hubo falta de tiempo, las unidades restantes ya no pudieron practicar, lo que significó que estas unidades en particular sufrieron grandes pérdidas durante la batalla. El Cuerpo de Tanques se unió con 476 tanques para la batalla. Más de 350 tanques estaban operativos. 216 tanques deben estar en la sección del III Cuerpo durante la primera oleada de ataque, con 96 tanques en reserva. Las tres brigadas de tanques asignadas se concentraron entre Havrincourt y La Vacquerie, y atacaron el canal Scheldt en dirección a Ribécourt y Crèvecœur. El Cuerpo de Tanques fue comandado por el general de brigada Hugh Elles desde un Mark IV apodado Hilda.
Dado que el Jagdstaffel 11 alemán (Jasta 11) había sido reubicado en aeródromos cerca de Cambrai, los británicos desplegaron 14 escuadrones de vuelo recién formados del Royal Flying Corps especialmente para su uso en Cambrai, con el fin de estar preparados contra una intervención de aviones de combate alemanes al mando de Manfred von Richthofen. .
Las posiciones alemanas formaban parte de la Línea Hindenburg, y, en consecuencia, se encontraban bien desarrolladas y aseguradas por una doble línea de defensa, con una tercera en construcción. Antes de la batalla, las divisiones que habían sufrido grandes pérdidas en Ypres fueron reubicadas allí para descansar y refrescarse. El XIV Cuerpo de Reserva alemán y el «Grupo Caudry» ubicados en esta sección tenían siete divisiones (en el norte, las 240.ª y 20.ª divisiones, y la 20.ª división de milicia; en el centro, la 54.ª división y la 9.ª división de reserva; en el sur, la 183.ª división y la 79.ª división de reserva), y pertenecían al Segundo Ejército alemán al mando del general Georg von der Marwitz. Una octava, la 107.ª división de infantería, ya estaba en camino desde Rusia, ya que las tropas allí ahora estaban libres debido a la retirada de los rusos de la guerra.

## Cronología

### Ofensiva británica

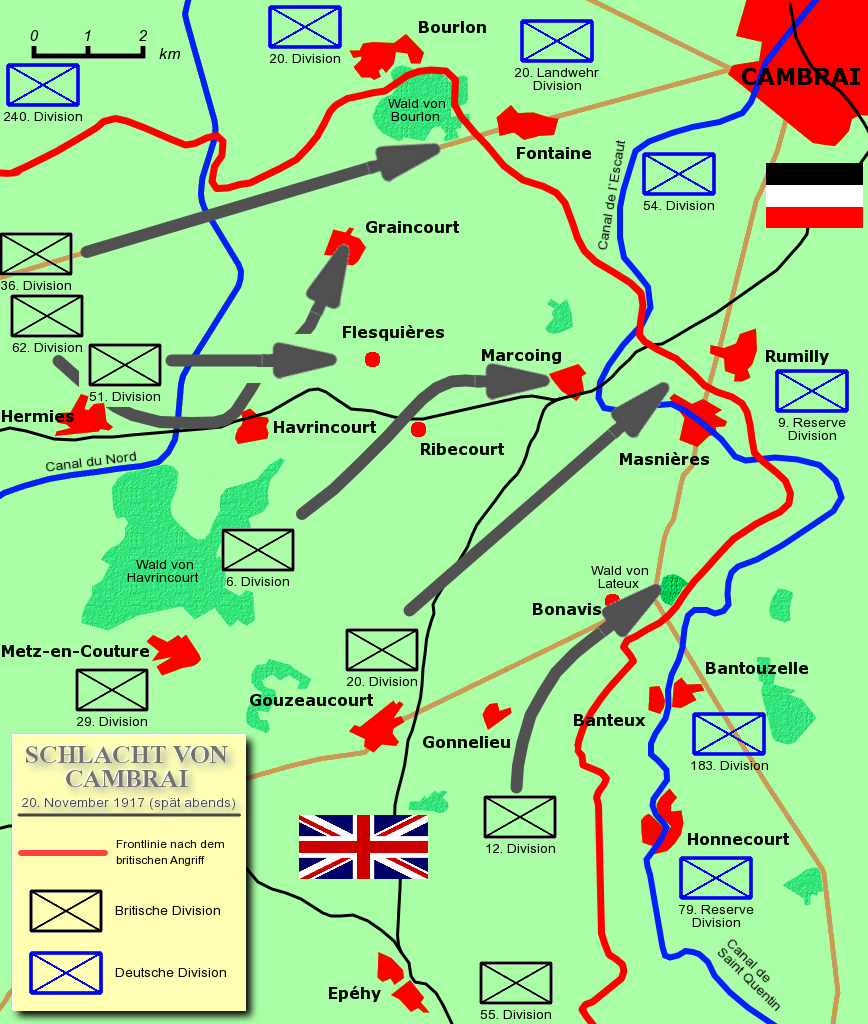
Mapa después del ataque británico a última hora de la tarde del 20 de noviembre de 1917.

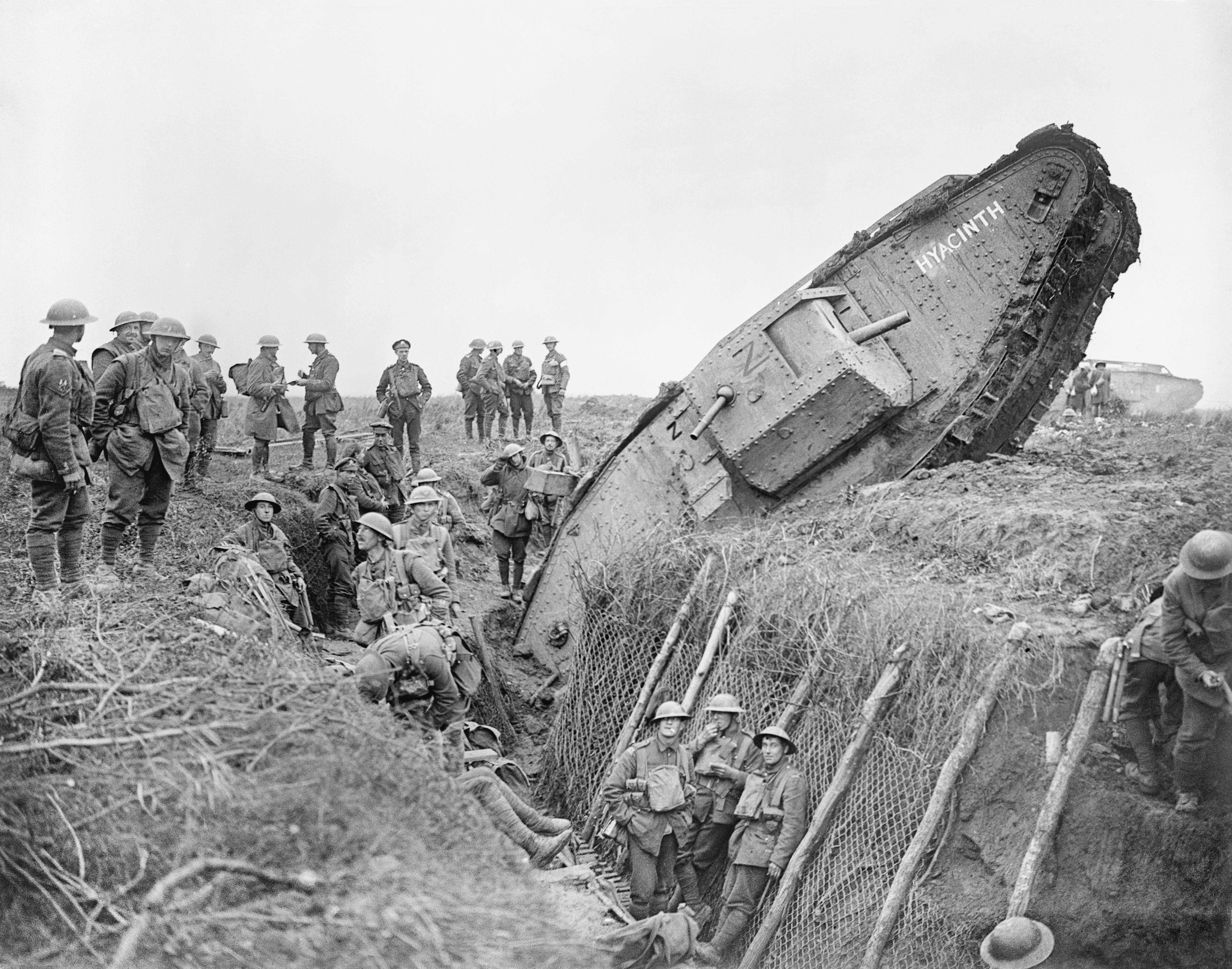
Un tanque Mark IV (macho) del Batallón 'H', 'Hyacinth', abandonado en una trinchera alemana mientras apoyaba al 1.º batallón del Regimiento de Leicestershire cerca de Ribecourt durante la batalla de Cambrai, el 20 de noviembre de 1917.

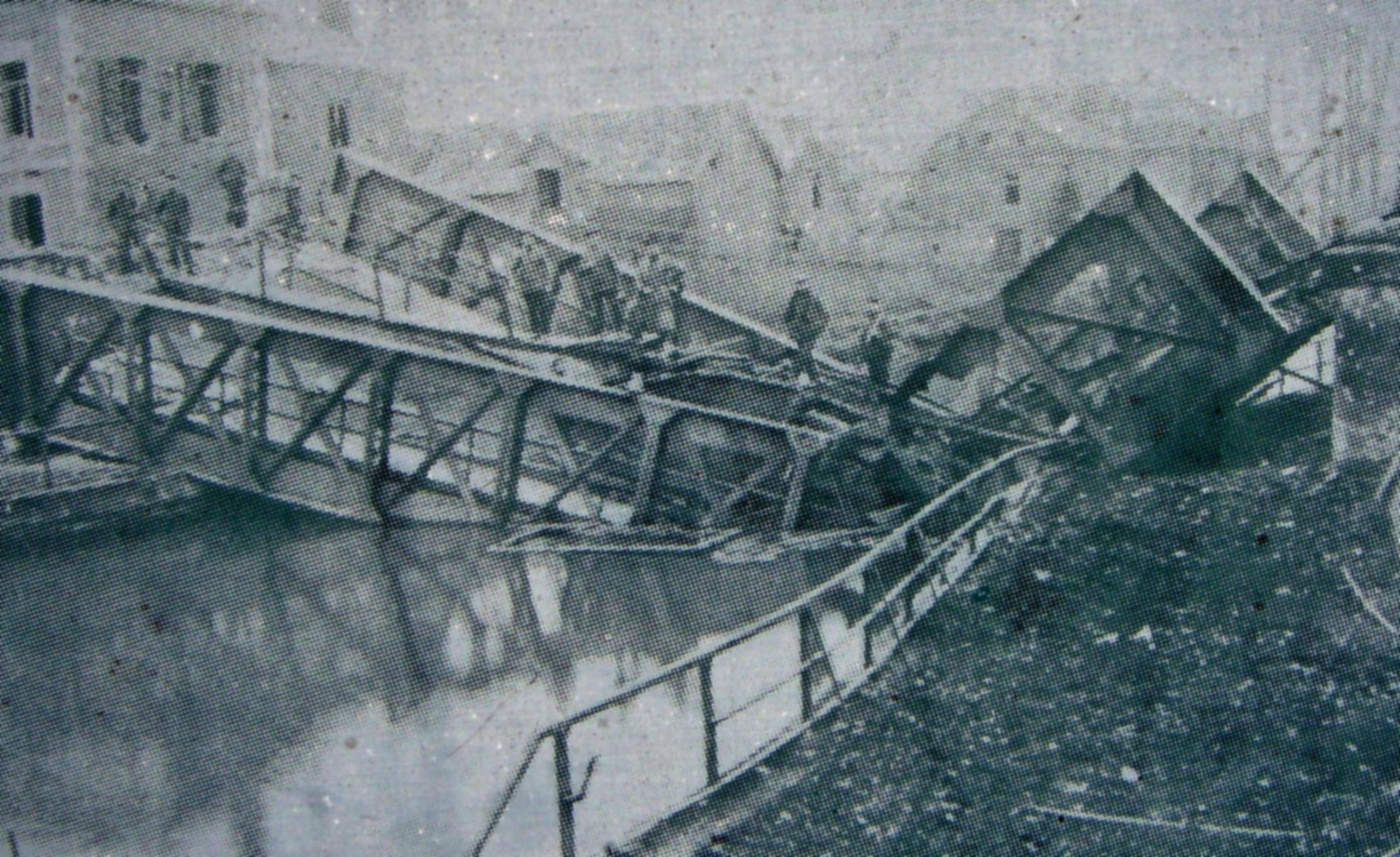
El puente de Masnières, colapsado en medio del ataque del 20 de noviembre.

La alineación de las tropas británicas al comienzo de la batalla era, de derecha a izquierda (desde una perspectiva británica): 55.ª división (Jeudwine), 12.ª división (Scott), 20.ª división (Smith), 6.ª división (Marden), 51.ª división (Harper), 62.ª división (Braithwaite) y 36.ª división (Nugent). La 29.ª división (De Lisle) estaba lista en reserva.
A las 6:20 a. m. del 20 de noviembre de 1917, comenzó el bombardeo de artillería y a las 6:15 a. m. se sucedió la primera oleada de ataque con tanques, que fue apoyado por granadas de humo. El uso de granadas de humo hizo que las tropas alemanas apenas tuvieran oportunidades de observar, por lo que no fue posible el fuego de artillería ni el reconocimiento aéreo. Además, dado que la niebla se confundió con gas, se dio una alarma de gas, lo que significó que la infantería en las trincheras se vio afectada en su desempeño.
A diferencia de las ofensivas anteriores, en las que el bombardeo se mantuvo durante días, a veces incluso semanas, el bombardeo de artillería inicial en Cambrai fue muy breve. Por un lado, los alemanes se iban a sorprender por el inicio temprano del ataque terrestre; por otro lado, no querían que el área fuera intransitable para sus propios tanques con demasiados agujeros de proyectil.
A pesar de mantener el mayor secreto militar del lado británico, los alemanes habían sido advertidos y habían activado su alerta media. Anticiparon un avance británico en Havrincourt e incluso el uso de tanques.
Al comienzo de la ofensiva, a pesar del aumento de la alerta alemana, el elemento sorpresa estaba del lado británico, y todo el sistema de posiciones alemán, con una excepción, se perdió en unas pocas horas. Los británicos habían logrado romper la línea del frente en un ancho de doce kilómetros y penetrar más de seis kilómetros de profundidad. Las unidades británicas sufrieron solo pérdidas menores, el 2.º Batallón de la 20.ª división ligera informó cuatro muertos y el 14.º batallón siete más.
En el flanco derecho, Bonavis y Lateux-Wald fueron tomados por la 12.ª división antes de que se atrincheraran como se les fue ordenado. La 20.ª división ligera capturó La Vacquerie y tomó un puente importante sobre el canal de St. Quentin en Masnières. Este puente fue importante durante toda la batalla para permitir que la caballería hiciera un ataque rápido sobre Cambrai. Sin embargo, el puente fue destruido; según diversas fuentes, ya sea por un tanque británico que dañó el puente con su peso al intentar cruzarlo, o por la explosión del puente por los alemanes. Esto ralentizó el cruce del canal e imposibilitó los ataques efectivos de la caballería.
La 6.ª división alcanzó y capturó Ribécourt y Marcoing. Sin embargo, en el curso de su avance hacia Cambrai, encontraron una considerable resistencia alemana a última hora de la noche y fueron rechazados.
La 51.ª división no logró capturar a su primer objetivo, Flesquières. Flesquières fue el punto más fuerte de la defensa alemana. Los defensores al mando del Mayor Krebs atacaron a los tanques británicos que avanzaban con fuego de artillería pesada y pudieron destruir 40 tanques frente a la localidad.
El fracaso de la 51.ª división expuso los flancos de las otras divisiones. Este fracaso probablemente se debió principalmente a una falta de coordinación entre los tanques y las unidades de infantería, ya que el comandante de la 51.ª división, el general de división George Montague Harper, como comandante tradicional, desconfiaba de los vehículos blindados. Después del primer avance de las líneas alemanas alrededor de las 8:30 a. m., dejó descansar a sus hombres y así sacudió al horario británico en esta sección del frente. Cuando se reanudó la lucha, retiró a su infantería casi 100 metros detrás de los tanques que avanzaban, en lugar de colocarlos a ambos lados de los tanques, como lo preveía el plan de ataque real. Por lo tanto, sus soldados de infantería estaban sin cobertura y tuvieron que retirarse ante el primer fuego enemigo. Los tanques que avanzaban solos también eran objetivos fáciles para los cañones alemanes y fueron puestos fuera de combate uno por uno. Otros tanques pudieron apagar las baterías alemanas poco después, pero ya era demasiado tarde. Los alemanes defendieron ferozmente Flesquières hasta altas horas de la noche. Pasar por alto el lugar estaba fuera de cuestión para los británicos, ya que no había un orden correspondiente.
La 62.ª división capturó Havrincourt y Graincourt, y luego avanzó a las alturas del bosque de Bourlon. La 36.ª división llegó hasta el estrecho de Bapaume-Cambrai.
En la noche del 20 de noviembre terminó el primer gran ataque con tanques. El frente alemán había sido perforado en un ancho de 16 kilómetros y una profundidad de nueve kilómetros, pero la importante colina de Bourlon no había sido tomada.
Dependiendo de la fuente, se capturaron entre 4000 y 8000 alemanes y fueron tomadas 100 armas de artillería. Los británicos habían perdido 4000 hombres y 49 tanques por impactos directos. Sin embargo, muchos de los tanques restantes resultaron gravemente dañados y más de 40 sufrieron roturas.
La noche siguiente, el alto mando alemán pudo enviar refuerzos desde las filas traseras muy rápidamente, de modo que se ofreció una mayor resistencia cuando la batalla continuó a la mañana siguiente. Aunque ahora se podía tomar Flesquières, ya que los alemanes se habían retirado del lugar, el avance británico finalizó en sus cercanías.
El principal objetivo de los británicos ahora residía en la conquista de las alturas del bosque cerca de Bourlon y el avance adicional en Fontaine. Una feroz batalla estalló frente al bosque. Aunque lograron abrirse paso hasta Fontaine por un corto tiempo el 21 de noviembre, la defensa alemana hizo retroceder a los británicos al día siguiente. El bosque seguía siendo ferozmente disputadas, ya que el mariscal de campo Haig insistió en su conquista. Reemplazó a la 62.ª división, fuertemente diezmada, por la 40.ª división (Ponsonby), que continuó la lucha en la mañana del 23 de noviembre, pero logrando pocos progresos a cambio. Aunque logró llegar a la cima del cerro, sufrió pérdidas de casi 4000 hombres en apenas tres días. Se enviaron cada vez más unidades británicas a esta sección del frente como refuerzos hasta que se estancaron los suministros. El último intento fallido fue realizado el 27 de noviembre por la 62.ª división con el apoyo de 30 tanques. El general Byng no continuó la ofensiva británica con suficiente determinación: los refuerzos franceses no se desplegaron, el cuerpo de tanques no formó ninguna reserva, mientras que los alemanes aumentaban constantemente sus tropas. En general, la ofensiva británica podría verse como un fracaso porque no había logrado sus ambiciosos objetivos (avance total y conquista de Cambrai). El 27 de noviembre, los tanques británicos se retiraron del frente para una revisión completa. El 28 de noviembre llegó la orden de detener nuevos avances y los soldados se atrincheraron en sus posiciones. Al mismo tiempo, las condiciones meteorológicas empeoraron y empezó a nevar.

## Segunda batalla de Cambrai

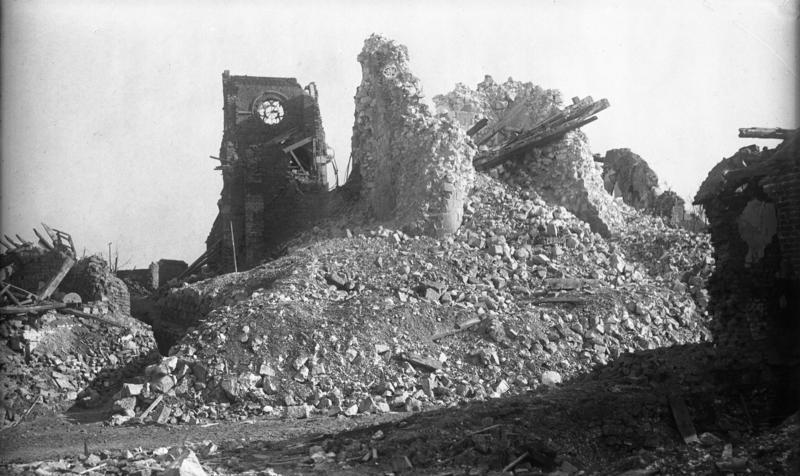
Ruinas de la iglesia de Graincourt en 1918.

En el curso de la Ofensiva de los Cien Días del Mariscal Foch de agosto a noviembre de 1918, el Primer, Tercer y Cuarto Ejércitos británicos, el Primer Ejército Francés, el cuerpo canadiense y las tropas australianas y estadounidenses atacaron en el área de Saint-Quentin - Cambrai, forzando un avance de 65 km de ancho a través de la línea Hindenburg. Hubo una segunda batalla en Cambrai el 8 y 9 de octubre de 1918, en la que los británicos, aprendiendo de sus errores en 1917, procedieron con el apoyo de infantería adecuado. Cambrai fue completamente retomada el 9 de octubre. Las tropas alemanas luego se retiraron a nuevas posiciones defensivas detrás del río Selle.